# Malcolm Koonce
Malcolm Koonce (Peekskill, Nueva York, 6 de junio de 1998) es un jugador profesional estadounidense de fútbol americano que se desempeña en la posición de defensive end en Las Vegas Raiders, equipo de la National Football League (NFL).

## Carrera
Fue seleccionado en la tercera ronda en la Reunión Anual de Selección de Jugadores de la NFL de 2021. Hizo su debut profesional con el equipo Las Vegas Raiders, donde lleva jugando tres temporadas.